# Носель (кантон)
Носе́ль (фр. Naucelle) — кантон во Франции, находится в регионе Юг — Пиренеи, департамент Аверон. Входит в состав округа Родез.
Код INSEE кантона — 1222. Всего в кантон Носель входят 8 коммун, из них главной коммуной является Носель.

## Коммуны кантона
| Коммуна           | Население, чел. (2006) | Почтовый индекс | Код INSEE |
| ----------------- | ---------------------- | --------------- | --------- |
| Кабанес           | 220                    | 12800           | 12041     |
| Камжак            | 554                    | 12800           | 12046     |
| Кен               | 644                    | 12800           | 12194     |
| Мельжак           | 155                    | 12120           | 12144     |
| Носель            | 1 796                  | 12800           | 12169     |
| Сантрес           | 599                    | 12120           | 12065     |
| Сен-Жюст-сюр-Вьор | 222                    | 12170           | 12235     |
| Торьяк-де-Носель  | 354                    | 12800           | 12276     |

## Население
Население кантона на 2006 год составляло 4 758 человек.
| 1962  | 1968  | 1975  | 1982  | 1990  | 1999  | 2006  | 2007 |
| ----- | ----- | ----- | ----- | ----- | ----- | ----- | ---- |
| 5 780 | 6 394 | 6 057 | 5 502 | 5 027 | 4 544 | 4 758 | —    |